# Matt Stone
Matthew Richard Stone (Houston, Texas, 26 de maig de 1971) és un actor, animador, guionista, director, productor i músic estatunidenc, conegut per ser un dels cocreadors de la sèrie de televisió South Park. De família jueva, va ser criat en un suburbi de Littleton, a Denver (Colorado). Té títols en cinematografia i matemàtiques de la Universitat de Colorado en Boulder. El 1997, el canal de televisió estatunidenc Comedy Central va emetre South Park, creada per ell i Trey Parker. En aquesta sèrie d'animació ell és la inspiració per al personatge de Kyle Broflovski, des de l'aparença del caràcter fins als seus pares.

## Filmografia

### Col·laboracions amb Trey Parker
- Team America: La policia del món (Team America: World Police) (2004): coguionista, veus, productor
- That's My Bush! (Sèrie de televisió, 2001): co-creador, escriptor, productor executiu
- "Even If You Don't" per Ween (video musical, 2000): director
- South Park: Bigger, Longer & Uncut (1999): veus, co-escriptor, productor
- BASEketball (1998): actor
- South Park (Sèrie de televisió, 1997-present): co-creador, veus, escriptor, música addicional, productor executiu
- Orgazmo (1997): actor, co-escriptor, productor
- The Spirit of Christmas (Jesus vs. Santa, 1996; Frosty vs. Santa, 1992)
- Cannibal! The Musical (1994): actor, co-escriptor, productor

### Miscel·lània
- Bowling for Columbine (2002)

### Veus a South Park
- Kyle i el seu pare.
- Kenny i el seu pare
- Jimbo Kern
- Jesús
- Butters Stotch
- Saddam Hussein
- Pip